# Uwe Hacker
Uwe Hacker (* 1. März 1941 in Hamburg; † 18. November 1995 ebenda) war ein deutscher Schauspieler.

## Leben
Der gelernte Im- und Exportkaufmann im Schifffahrtsbereich war Autodidakt und begann seine künstlerische Laufbahn ohne entsprechende Ausbildung am Deutschen Schauspielhaus in Hamburg. In seiner Geburtsstadt spielte er danach an weiteren bekannten Bühnen wie dem Ernst-Deutsch-Theater, den Kammerspielen und dem Thalia Theater. 1994 gastierte er als Dicker Vetter bei den Jedermann-Festspielen im Berliner Dom.
Ab Mitte der 1970er-Jahre übernahm Hacker vermehrt kleinere Nebenrollen in Fernsehserien und Spielfilmen. Durch seine hünenhafte Gestalt (ca. 2,08 Meter groß bei einem Gewicht von ca. 170 kg) wurde er vielfach für die Rollen außergewöhnlicher Personen besetzt. Deutschlandweite Bekanntheit erlangte Hacker durch seine Auftritte in Filmen wie „Didi – Der Experte“ (1988), „Otto – Der Außerfriesische“ (1989) sowie durch seine Nebenrolle als brutaler Stricher im Kino-Actionfilm „Der Joker“ (1987, mit Peter Maffay). Zu Beginn der 1990er Jahre war Hacker des Öfteren in der Krimiserie „Großstadtrevier“ zu sehen. Nachdem er sich aufgrund von gesundheitlichen Problemen aus dem Filmgeschäft zurückgezogen hatte, war er bis zu seinem Tod 1995 ständiges Ensemble-Mitglied der Karl-May-Festspiele im schleswig-holsteinischen Bad Segeberg.

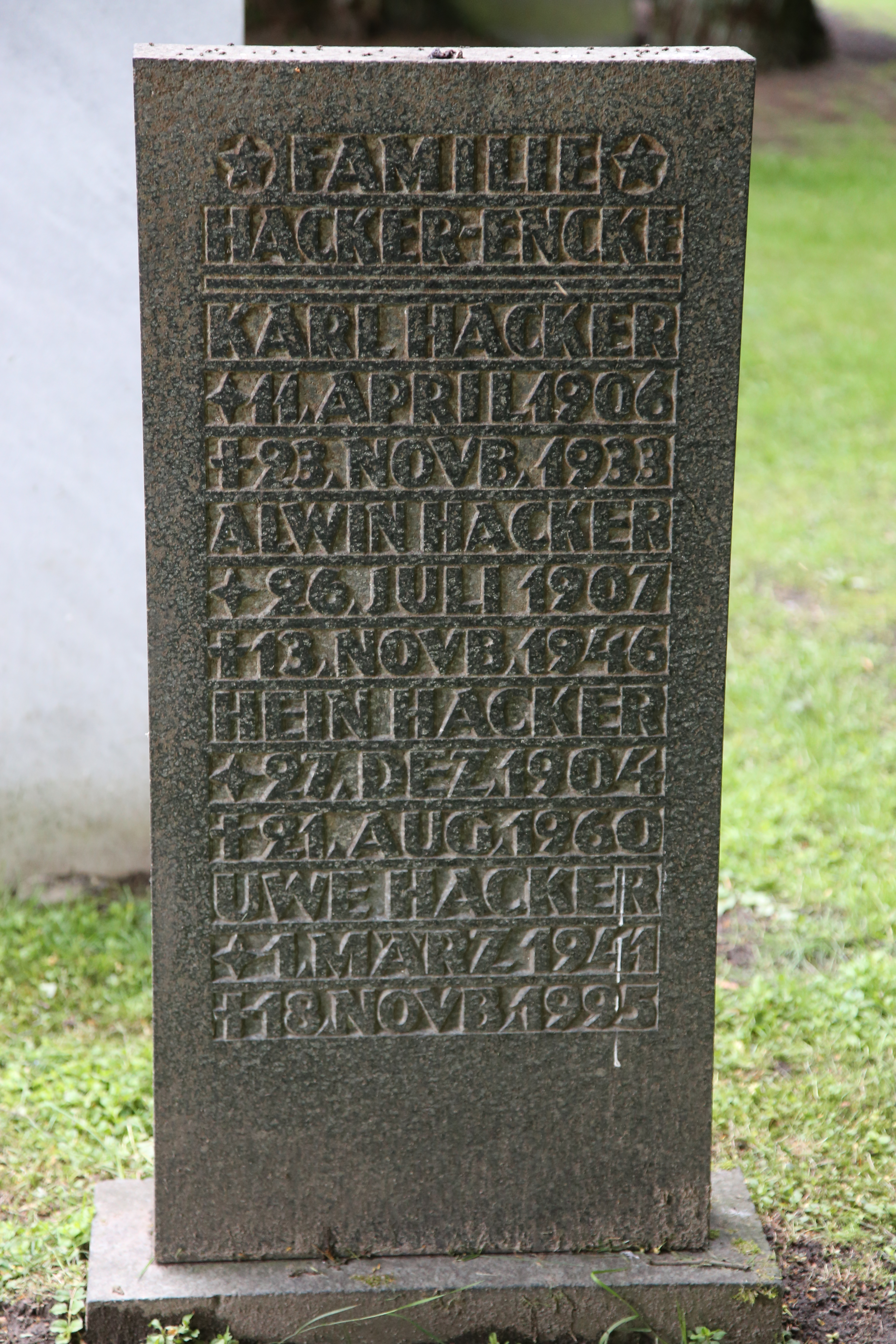
Grabstein von Uwe Hacker auf dem Friedhof Ohlsdorf

Er starb nach langem Krebsleiden. Seine letzte Ruhestätte fand Uwe Hacker auf dem Friedhof Ohlsdorf in Hamburg.

## Filmografie (Auswahl)
- 1975: Im Auftrag von Madame – Der Stein des Anstoßes
- 1977: Der schwarze Mustang
- 1978: Die schöne Marianne – Die Leute aus dem Wald
- 1978: Durchs wilde Kurdistan
- 1979: Timm Thaler
- 1979: Old Firehand
- 1980: Der Floh im Ohr
- 1981: François Villon
- 1981: I. O. B. – Spezialauftrag – Bestimmungshafen Rio
- 1981: Desperado City
- 1982: St. Pauli-Landungsbrücken – Zwei ziehen zusammen
- 1982: Unheimliche Geschichten – Besuch aus dem Jenseits
- 1984: Tatort – Rechnung ohne Wirt
- 1985: … Erbin sein – dagegen sehr
- 1985: Grand mit 3 Damen
- 1985: Sylter Novelle
- 1985: Ein Fall für TKKG – Der Schlangenmensch
- 1986: Finkenwerder Geschichten
- 1986: Blitz
- 1986: Mademoiselle Fifi
- 1986: Whopper Punch 777
- 1987: Der Landarzt – Große Kinder – große Sorgen
- 1987: Der Joker
- 1987: Der Landarzt – Nachwuchs
- 1988: Der Knick – Die Geschichte einer Wunderheilung
- 1988: Didi – Der Experte
- 1988: Die Männer vom K3 – Familienfehde
- 1989: Der Landarzt – Der Spieler
- 1989: Die Didi-Show – Der Kurzsichtige
- 1989: Otto – Der Außerfriesische
- 1989: Der Landarzt – Aus alten Zeiten
- 1989: Das Erbe der Guldenburgs – Die heimliche Hochzeit
- 1989: Großstadtrevier – Eine böse Überraschung
- 1990: Die zukünftigen Glückseligkeiten
- 1990: Das Erbe der Guldenburgs – Das falsche Testament
- 1991: Das gemordete Pferd
- 1991: Großstadtrevier – Altes Eisen
- 1992: Die Männer vom K3 – Ein ganz alltäglicher Fall
- 1992: Großstadtrevier – Der Flußpirat
- 1993: Die Männer vom K3 – Tanz auf dem Seil
- 1993: Großstadtrevier – Der Besuch
- 1994: Immenhof – Eine verhängnisvolle Bürgschaft
- 1994: Die Männer vom K3 – Ende eines Schürzenjägers
- 1997: Großstadtrevier – Der Praktikant